# Chi Thuốc cá
Chi Thuốc cá (danh pháp khoa học: Derris) là một chi chứa các loài dây leo thuộc họ Đậu, sinh sống chủ yếu trong khu vực Đông Nam Á và các đảo tây nam Thái Bình Dương, bao gồm cả New Guinea. Rễ của chúng chứa rotenon, một chất cực độc đối với các sinh vật thủy sinh, như cá và côn trùng nhưng chỉ vừa phải đối với người và các động vật có vú khác. Lá kép lông chim lẻ (5-15) mọc so le. Hoa nhỏ, đài hoa màu hồng, cánh hoa màu trắng hay hồng. Quả dạng quả đậu dài 3–10 cm, rộng 1–4 cm với các cánh hẹp ở đường nối hai mảnh vỏ. Hạt 1-5.

## Tên gọi
Các loài thuốc cá còn có các tên gọi khác như: duốc cá, ruốc cá, dây mật, dấy có, lầu tín, cóc kèn, ngư đằng v.v.

## Một số loài
Chưa thấy tài liệu nào đưa ra số lượng cụ thể cho chi này. IPNI đưa ra khoảng 200 danh pháp nhưng chưa rõ trong đó bao nhiêu danh pháp là đồng nghĩa của nhau. Danh sách dưới đây chưa hoàn chỉnh.
- Derris alborubra
- Derris elliptica: Dây thuốc cá, dây mật
- Derris ferruginea
- Derris fordii
- Derris involuta
- Derris malaccensis
- Derris marginata
- Derris microphylla
- Derris scabricaulis
- Derris scandens
- Derris thyrsiflora
- Derris tonkinensis
- Derris trifoliata: Dây cóc kèn
- Derris walchii

## Sử dụng
Rễ của các loài thuốc cá, khi được ép hay giã ra sẽ giải phóng rotenon. Người dân ở một số khu vực, như New Guinea biết tính chất của rotenon nên đã thực hiện một kiểu đánh bắt cá bằng cách giã nát hay đập dập rễ của thuốc cá và ném nó vào trong nước. Cá bị ngộ độc sẽ nổi lên mặt nước và họ dễ dàng vớt cá lên. Trong lĩnh vực nuôi thả cá, người ta cũng dùng rotenon như là một loại thuốc nhằm loại bỏ các loài cá không mong muốn.
Tại Hoa Kỳ, nó được biết đến như là bột Derris, trước đây từng được sử dụng như là thuốc trừ sâu hữu cơ để kiểm soát dịch hại trên các loại cây trồng như đậu. Tuy nhiên, do các nghiên cứu nhận thấy độc tính rất cao của nó, cũng như do hàm lượng cao của rotenon trong bột mịn, nên các chuyên gia trong lĩnh vực sinh thái và trồng trọt hữu cơ không còn coi nó là tốt về mặt sinh thái. Tuy nhiên, rotenon hiện nay vẫn còn được bán tại quốc gia này.
Mặc dù có độc tính cao, nhưng các loài trong chi Derris vẫn bị ấu trùng của một số loài cánh vẩy (Lepidoptera) phá hại, như Batrachedra amydraula.

## Hình ảnh

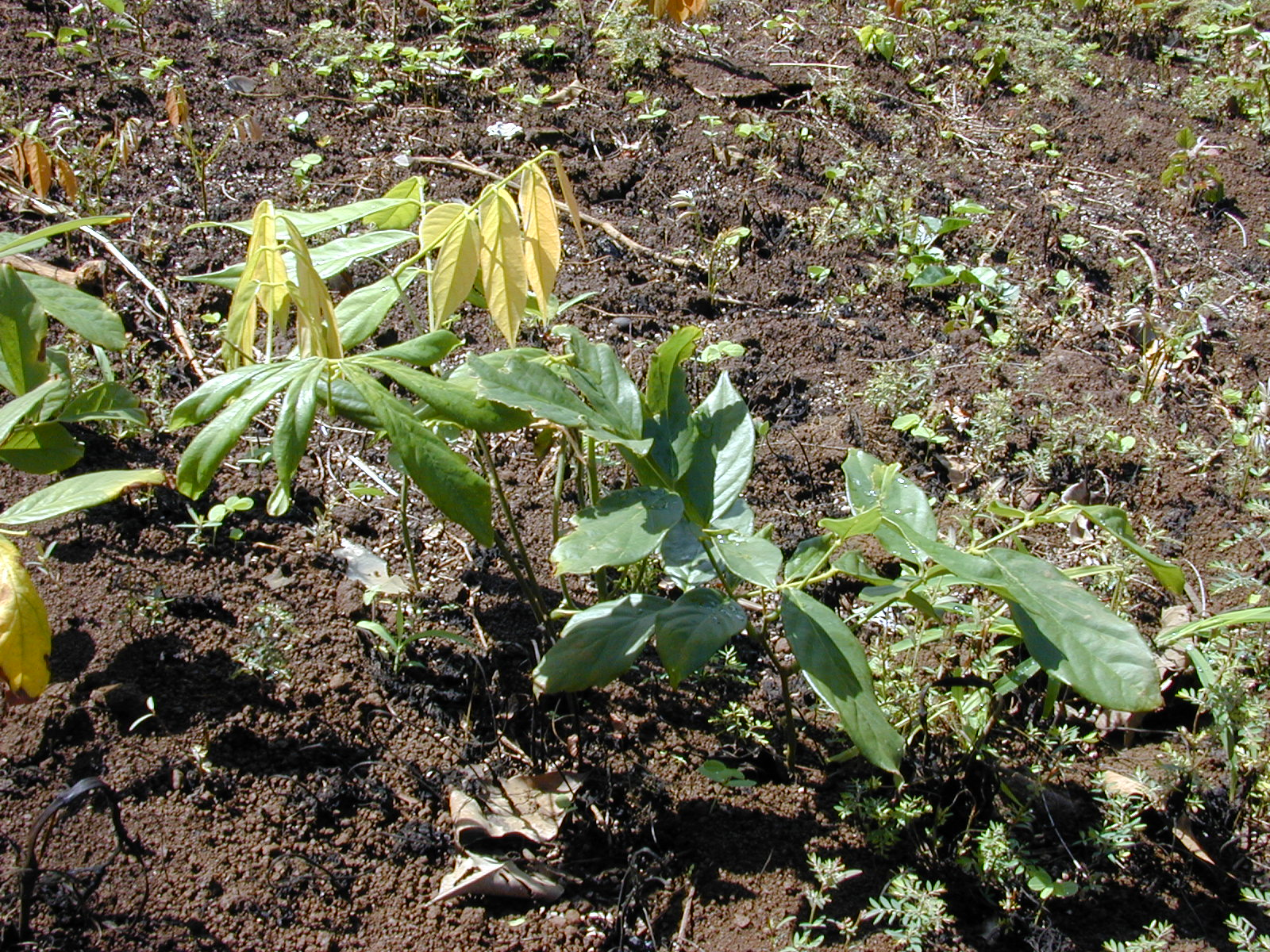
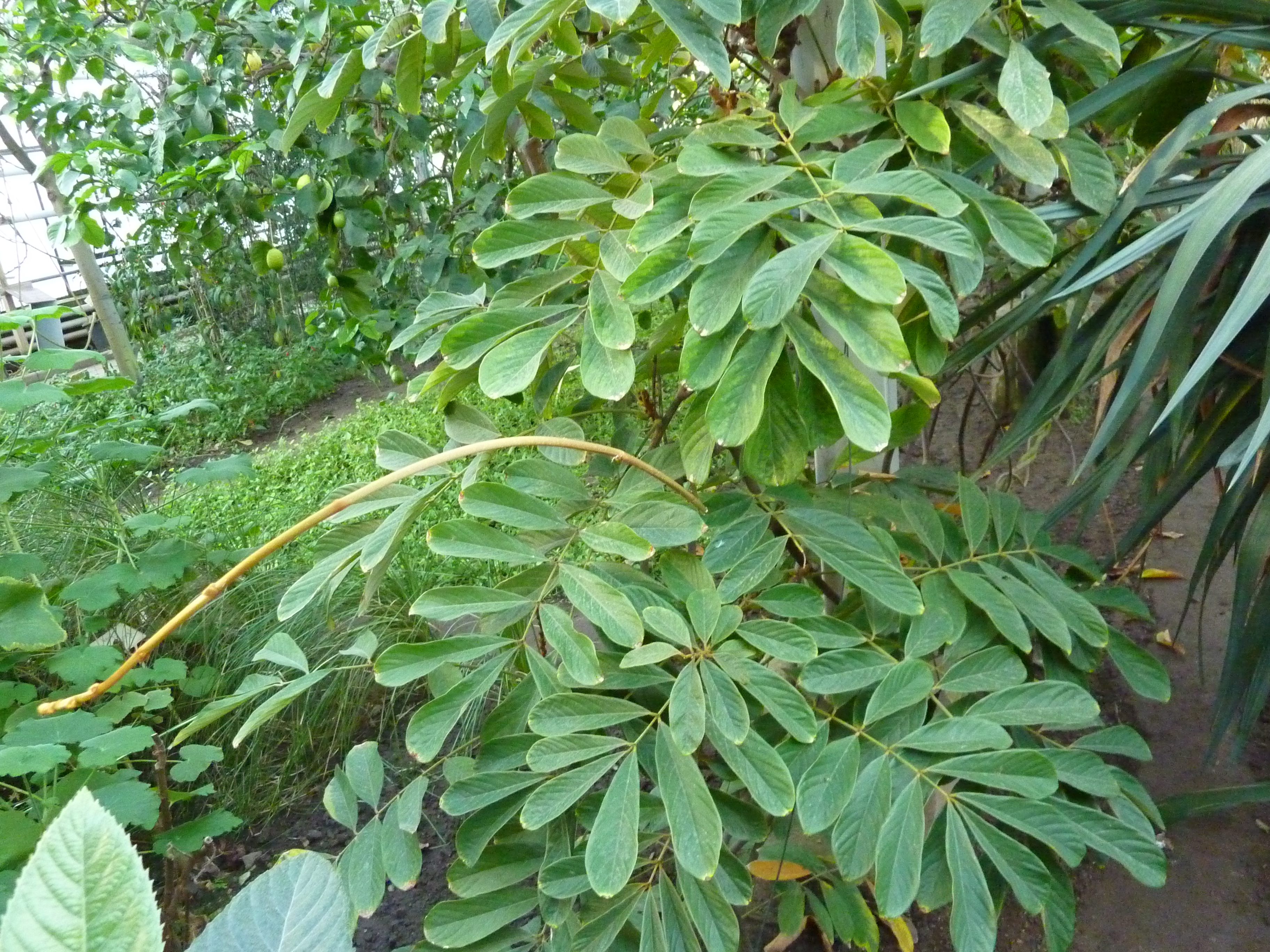
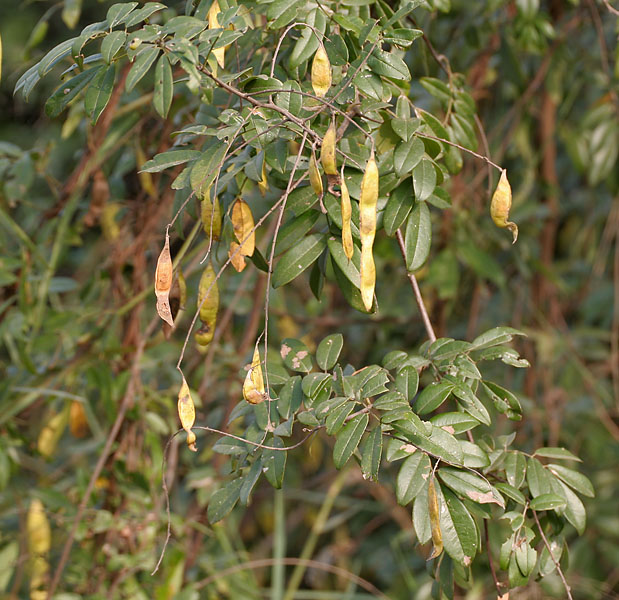
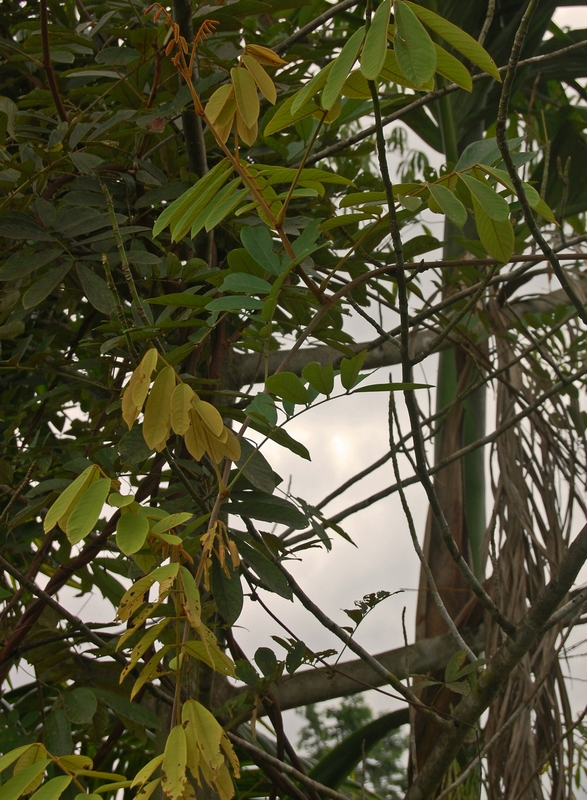